# Дзякіно (Ярський район)
Дзя́кіно (рос. Дзякино) — присілок у складі Ярського району Удмуртії, Росія.

## Населення
Населення — 21 особа (2010, 55 у 2002).
Національний склад станом на 2002 рік:
- удмурти — 82 %